# Jacob Pleydell-Bouverie, VI conte di Radnor
Jacob Pleydell-Bouverie, VI conte di Radnor (Coleshill, 8 luglio 1868 – Salisbury, 26 giugno 1930) è stato un politico inglese.

## Biografia
Era il figlio di William Pleydell-Bouverie, V conte di Radnor, e di sua moglie, Helen Matilda Chaplin. Frequentò la Harrow School e il Trinity College (Cambridge).

## Carriera
Fu segretario privato di Henry Chaplain (1890-1892). Venne eletto nella Camera dei comuni come deputato per Wiltshire. Nel 1900 successe al padre. Nel 1901 venne eletto sindaco di Folkestone.
Servì nella British Army con il grado di tenente colonnello del IV battaglione del Wiltshire Regiment. Combattéin Sudafrica nel 1900 e in India (1914-1917) con il grado di brigadiere generale.

## Matrimonio
Sposò, il 20 gennaio 1891, Julian Eleanor Adelaide Balfour (?-5 gennaio 1946), figlia di Charles Balfour. Ebbero dieci figli:
- Lady Jeane Pleydell-Bouverie (23 marzo 1892–1976), sposò Gerald Petherick, ebbero due figli;
- Lady Katherine Pleydell-Bouverie (16 maggio 1894–12 novembre 1961), sposò John Henry McNeile, non ebbero figli;
- William Pleydell-Bouverie, VII conte di Radnor (18 dicembre 1895–1968);
- Lady Elizabeth Pleydell-Bouverie (27 giugno 1897–1982)
- Edward Pleydell-Bouverie (10 settembre 1899–7 maggio 1951), sposò Alice Pearl Crake
- Bartholemew Pleydell-Bouverie (6 aprile 1902-?), sposò in prime nozze Lady Doreen Clare Hely-Hutchinson e in sedonde nozze Katherine Tod
- Lady Margaret Pleydell-Bouverie (26 giugno 1903–17 settembre 2002), sposò Gerald Barry, ebbero sei figli;
- Anthony Pleydell-Bouverie (26 marzo 1905–25 giugno 1961), sposò Anita Estelle Costiander, non ebbero figli;
- Lady Helen Pleydell-Bouverie (2 gennaio 1908–1976), sposò David John Smith, ebbero cinque figli;
- Peter Pleydell-Bouverie (19 ottobre 1909–1981), sposò in prime nozze Audrey Evelyn James e in seconde nozze Audrey Kidston, ebbeor un figlio.

## Morte
Morì il 26 giugno 1930.

## Ascendenza
|                                              |                 |                                    | Genitori                                |  |  | Nonni |  |  | Bisnonni                                       |  |  | Trisnonni                                   |  |
|                                              |                 |                                    |                                         |  |  |       |  |  | William Pleydell-Bouverie, III conte di Radnor |  |  | Jacob Pleydell-Bouverie, II conte di Radnor |  |
|                                              |                 |                                    |                                         |  |  |       |  |  | William Pleydell-Bouverie, III conte di Radnor |  |  | Jacob Pleydell-Bouverie, II conte di Radnor |  |
|                                              |                 | Anne Duncombe                      |                                         |  |  |       |  |  | William Pleydell-Bouverie, III conte di Radnor |  |  |                                             |  |
| Jacob Pleydell-Bouverie, IV conte di Radnor  |                 |                                    |                                         |  |  |       |  |  | William Pleydell-Bouverie, III conte di Radnor |  |  |                                             |  |
|                                              |                 | Judith St. John-Mildmay            | Henry St. John-Mildmay, III baronetto   |  |  |       |  |  |                                                |  |  |                                             |  |
|                                              |                 | Judith St. John-Mildmay            | Henry St. John-Mildmay, III baronetto   |  |  |       |  |  |                                                |  |  |                                             |  |
|                                              |                 | Judith St. John-Mildmay            | Jane Mildmay                            |  |  |       |  |  |                                                |  |  |                                             |  |
| William Pleydell-Bouverie, V conte di Radnor |                 | Judith St. John-Mildmay            |                                         |  |  |       |  |  |                                                |  |  |                                             |  |
|                                              |                 | James Grimston, I conte di Verulam | James Grimston, III visconte Grimston   |  |  |       |  |  |                                                |  |  |                                             |  |
|                                              |                 | James Grimston, I conte di Verulam | James Grimston, III visconte Grimston   |  |  |       |  |  |                                                |  |  |                                             |  |
|                                              |                 | James Grimston, I conte di Verulam | Harriot Walter                          |  |  |       |  |  |                                                |  |  |                                             |  |
| Mary Grimston                                |                 | James Grimston, I conte di Verulam |                                         |  |  |       |  |  |                                                |  |  |                                             |  |
|                                              |                 | Charlotte Jenkinson                | Charles Jenkinson, I conte di Liverpool |  |  |       |  |  |                                                |  |  |                                             |  |
|                                              |                 | Charlotte Jenkinson                | Charles Jenkinson, I conte di Liverpool |  |  |       |  |  |                                                |  |  |                                             |  |
|                                              |                 | Charlotte Jenkinson                | Catherine Bishopp                       |  |  |       |  |  |                                                |  |  |                                             |  |
| (1) persona principale                       |                 | Charlotte Jenkinson                |                                         |  |  |       |  |  |                                                |  |  |                                             |  |
|                                              | Charles Chaplin | John Chaplin                       |                                         |  |  |       |  |  |                                                |  |  |                                             |  |
|                                              | Charles Chaplin | John Chaplin                       |                                         |  |  |       |  |  |                                                |  |  |                                             |  |
|                                              | Charles Chaplin | Elizabeth Cecil                    |                                         |  |  |       |  |  |                                                |  |  |                                             |  |
| Henry Chaplin                                | Charles Chaplin |                                    |                                         |  |  |       |  |  |                                                |  |  |                                             |  |
|                                              |                 | Elizabeth Taylor                   | Robert Taylor                           |  |  |       |  |  |                                                |  |  |                                             |  |
|                                              |                 | Elizabeth Taylor                   | Robert Taylor                           |  |  |       |  |  |                                                |  |  |                                             |  |
|                                              |                 | Elizabeth Taylor                   | …                                       |  |  |       |  |  |                                                |  |  |                                             |  |
| Helen Matilda Chaplin                        |                 | Elizabeth Taylor                   |                                         |  |  |       |  |  |                                                |  |  |                                             |  |
|                                              |                 | William Ellice                     | Alexander Ellice                        |  |  |       |  |  |                                                |  |  |                                             |  |
|                                              |                 | William Ellice                     | Alexander Ellice                        |  |  |       |  |  |                                                |  |  |                                             |  |
|                                              |                 | William Ellice                     | Ann Russell                             |  |  |       |  |  |                                                |  |  |                                             |  |
| Caroline Horatia Ellice                      |                 | William Ellice                     |                                         |  |  |       |  |  |                                                |  |  |                                             |  |
|                                              |                 | Harriet Ross                       | …                                       |  |  |       |  |  |                                                |  |  |                                             |  |
|                                              |                 | Harriet Ross                       | …                                       |  |  |       |  |  |                                                |  |  |                                             |  |
|                                              |                 | Harriet Ross                       | …                                       |  |  |       |  |  |                                                |  |  |                                             |  |
|                                              |                 | Harriet Ross                       |                                         |  |  |       |  |  |                                                |  |  |                                             |  |